# Stefano Pintucci
Stefano Pintucci (Roma, 14 luglio 1959 – Kenya, 28 dicembre 2007) è stato un oculista italiano.

## Biografia
Figlio di Franco Pintucci, ex primario dell'Ospedale oftalmico di Roma, Stefano Pintucci si laureò a 24 anni in medicina e chirurgia presso l'università La Sapienza e, in seguito, si specializzò nel campo oftalmologico.
Partecipò in veste di relatore a svariati congressi internazionali riguardo ai progressi raggiunti nel campo della presbiopia e scrisse circa 150 articoli scientifici.
Pintucci è noto per aver messo a punto e brevettato una speciale cornea artificiale — che ha preso il suo nome — utilizzata nei trapianti di tale organo, capace di restituire la vista a persone affette da cecità totale.
Insieme al Dott. Stefano Curzi, chirurgo vascolare, furono i primi ad trovare un trattamento efficace per la Occlusione della vena centrale della retina mediante l'utilizzo delle eparine a basso peso molecolare.
Morì il 28 dicembre 2007, a 48 anni, per arresto cardiaco durante una vacanza in Kenya.